# Chiesa dei Santi Pietro e Paolo (Valdottavo)
La chiesa dei Santi Pietro e Paolo è un edificio sacro situato a Valdottavo, nel comune di Borgo a Mozzano, in provincia di Lucca.

## Storia e descrizione
La chiesa è ricordata per la prima volta nel 1032, ma è probabile che esistesse già come chiesa abbaziale di un piccolo monastero dedicato al Salvatore, di cui si ha notizia per l'anno 752. La costruzione attuale, rimaneggiata all'interno e nella zona absidale, è riferibile al tardo XI secolo e agli inizi del successivo.
La facciata, inquadrata da due paraste angolari, è percorsa orizzontalmente da una cornice che la spartisce in due parti: una superiore, in cui si apre una bifora, e una inferiore, interrotta dal portale con arco a tutto sesto. La chiesa conserva un San Rocco di Antonio Luchi (XVII secolo), un'Assunzione seicentesca e una Madonna con i santi Francesco e Antonio (1716).

## Galleria d'immagini

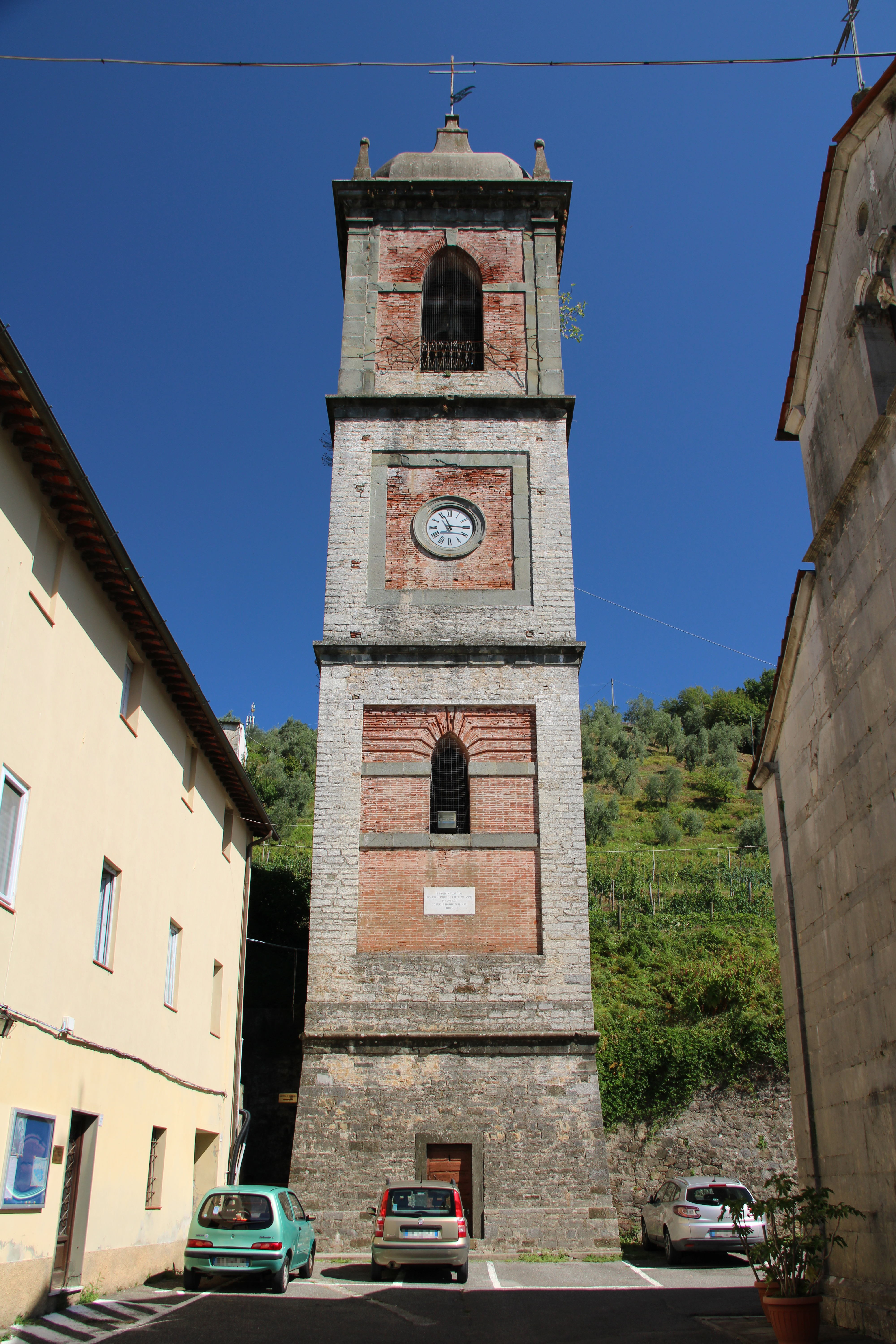
Campanile
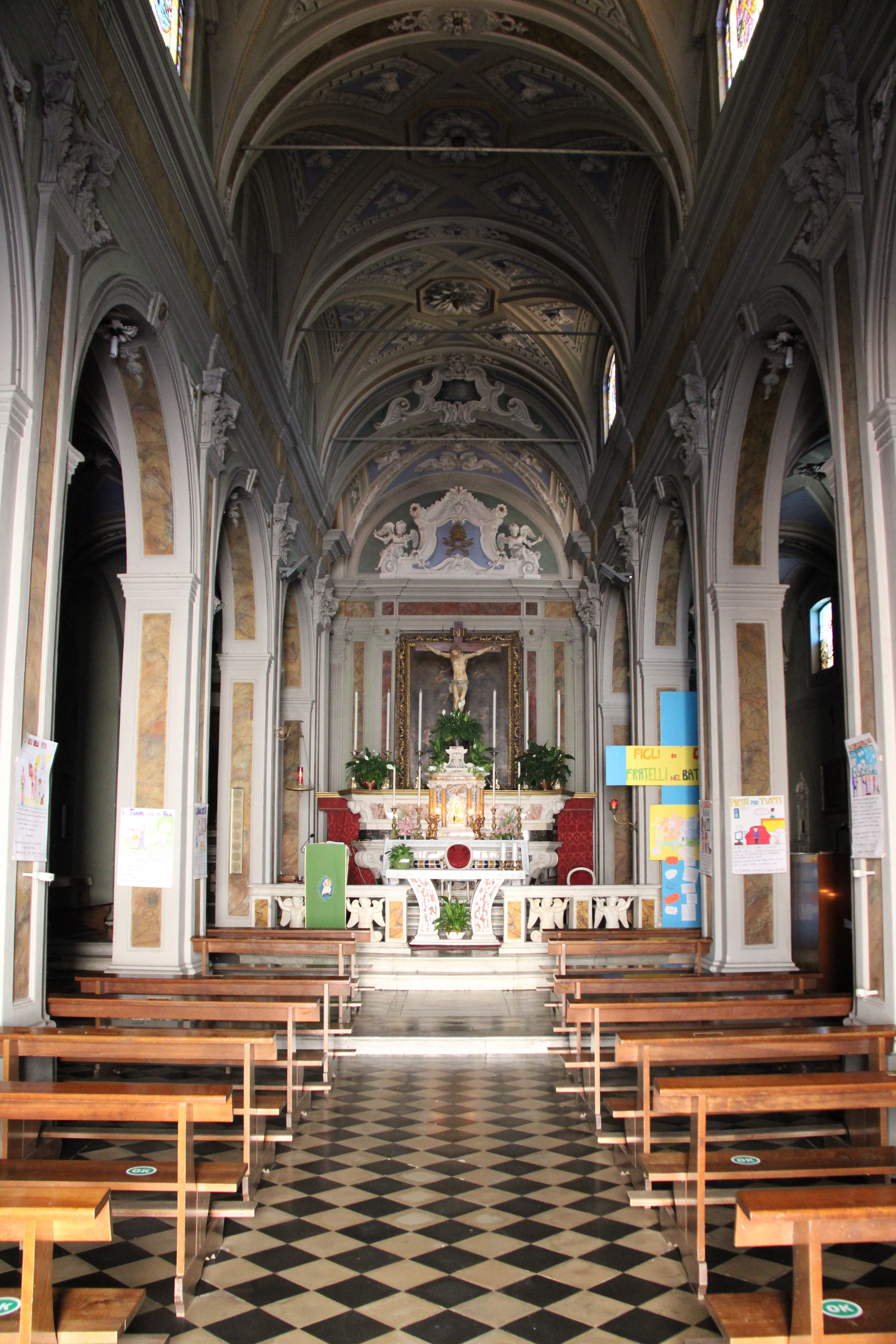
Interno della chiesa